# المئذنة والجامع نغار
المئذنة والجامع نغار (بالفارسية: مناره مسجد جامع نگار) هو مسجد تاريخي يعود إلى عصر الدولة السلجوقية، ويقع في نغار.